# Tipula tenuilinea
Tipula tenuilinea är en tvåvingeart som beskrevs av Alexander 1959. Tipula tenuilinea ingår i släktet Tipula och familjen storharkrankar. Inga underarter finns listade i Catalogue of Life.